# Касеолюс змішаний
Касеолюс змішаний (Caseolus commixtus) — вид наземних черевоногих молюсків з родини Geomitridae.

## Поширення
Ендемік Мадейри. Поширений лише на острові Порту-Санту та його трьох острівцях-супутниках.

## Охорона
Caseolus commixta охороняється в Європі і занесений до Додатку ІІ Бернської конвенції (охоронна категорія: вид підлягає особливій охороні), а також до Директиви Європейського Союзу 92/43/ЄС «Про збереження природних оселищ та видів природної фауни і флори» (Додаток ІІ. Види рослин і тварин, що становлять особливий інтерес для Європейського Союзу, збереження яких потребує створення територій особливої охорони).